# Matti Yrjänä Joensuu
Matti Yrjänä Joensuu (ur. 31 października 1948 w Helsinkach, zm. 4 grudnia 2011 w Valkeakoski) – fiński pisarz, autor powieści kryminalnych, w których najczęściej w roli głównej występuje detektyw Timo Harjunpää. Pisarz na co dzień pracował jako policjant.

## Życie
W 1973 ukończył szkołę policyjną i pracował w helsińskiej policji na różnych stanowiskach. W 2006 przeszedł na emeryturę i całkowicie poświęcił się pisarstwu.

## Twórczość

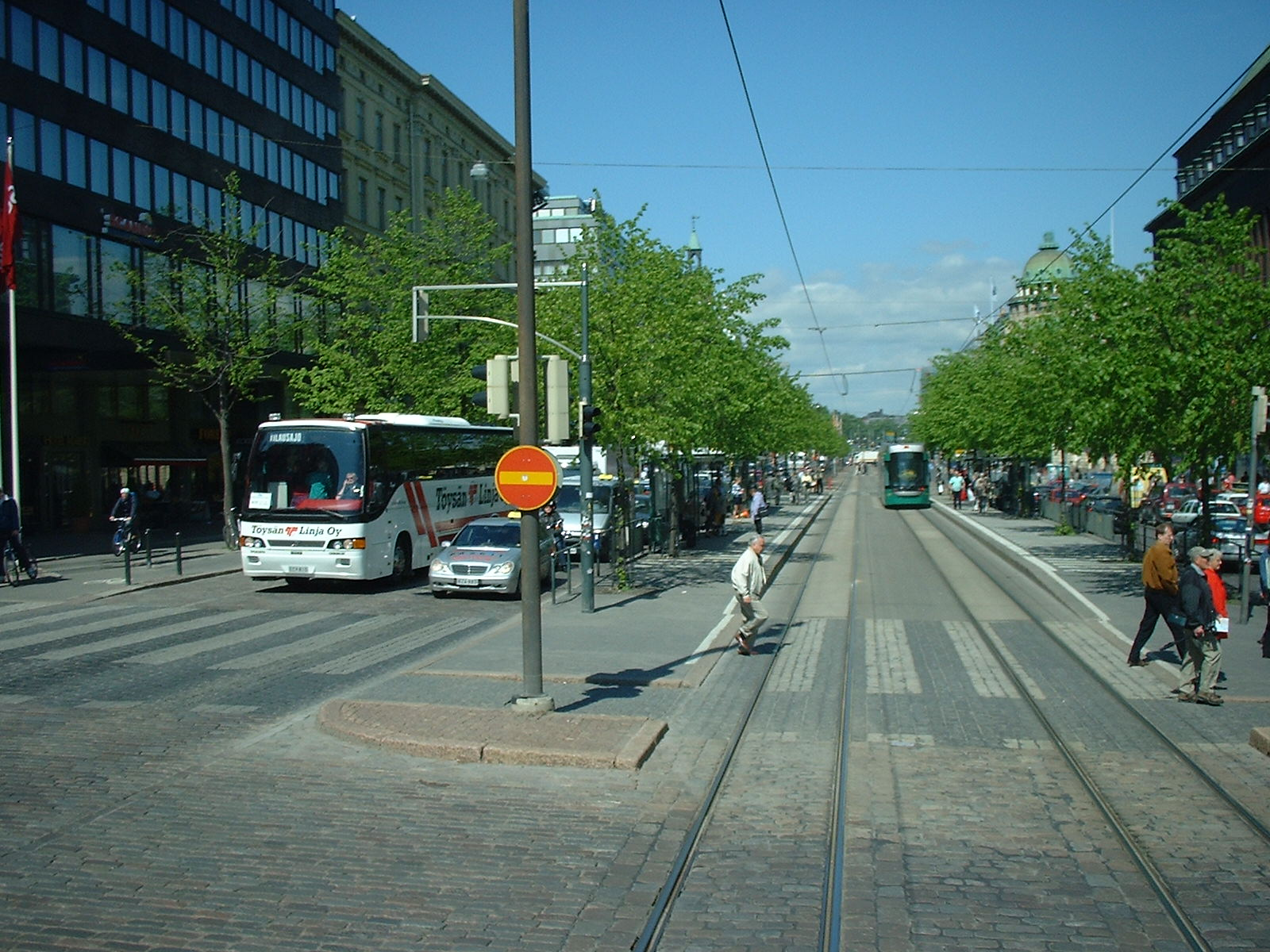
Mannerheimintie – ulice Helsinek są tłem akcji większości powieści Joensuu

Autor napisał następujące powieści (wszystkie wydane przez wydawnictwo Otava):
- Väkivallan virkamies, 1976,
- Possu ja paavin panttivangit, 1977,
- Harjunpää ja pyromaani (Harjunpää i piroman), 1978,
- Harjunpää ja kapteeni Karhu, 1981,
- Harjunpää ja ahdistelija (Harjunpää i dręczyciel kobiet), 1982 – wydana po polsku w roku 2013,
- Harjunpää ja poliisin poika (Harjunpää i syn policjanta), 1983,
- Harjunpää ja heimolaiset (Harjunpää i Romowie), 1984,
- Harjunpää ja rakkauden lait (Harjunpää i rodzaje miłości), 1985,
- Harjunpää ja kiusantekijät (Harjunpää i chuligani), 1986,
- Harjunpää ja rakkauden nälkä (Harjunpää i głód miłości), 1993,
- Harjunpää ja pahan pappi (Harjunpää i kapłan zła), 2003 – przetłumaczona jako pierwsza na język polski w 2005,
- Harjunpää ja rautahuone, 2010.

W swoich powieściach autor łączy dogłębną wiedzę dotyczącą techniki pracy w policji, wynikającą z zawodowego doświadczenia, z psychologicznym portretem życia wewnętrznego bohaterów książek. Powieść Harjunpää i kapłan zła była najlepiej sprzedającą się w Finlandii krajową powieścią kryminalną roku 2003. Poszczególne tomy tłumaczone były na ponad 20 języków obcych. Ponadto niektóre powieści zostały sfilmowane, zaadaptowane na seriale telewizyjne, sztuki teatralne i słuchowiska radiowe.

## Nagrody
- Martin Beck Award – 1987 za Harjunpää i chuligani.